# Artistic Style
Artistic Style ou astyle est un outil en ligne de commande libre pour la mise en forme de code source.

## Fonctionnement
astyle peut traiter les langages C, C++, C# et Java. Le formatage affecte uniquement l'indentation du code source ; les noms de variables et de fonctions ne sont pas modifiées.
L'utilisateur peut décider, dans les options disponibles, du style d'indentation utilisé.
Le programme peut être exécuté à partir de la ligne de commande. Le nom du fichier source à formater est donné en paramètre. Il est également possible de traiter récursivement tous les fichiers des répertoires et sous-répertoire donnés.
Les options de formatage peuvent être soit passés en paramètres soit lus à partir d'un fichier de paramètres. En cas d'omission de ces options, seule l'indentation du code source sera modifiée, en utilisant 4 espaces par retrait.
Le code formaté est automatiquement enregistré et une copie de sauvegarde du fichier d'origine est effectuée.

## Intégration dans lesEDI
astyle a été intégré dans nombre d'environnements de développement comme Code::Blocks, KDevelop et Eclipse.
En raison de son mode de fonctionnement, astyle peut être utilisé avec la plupart des éditeurs de code communs en tant qu'outil externe.

## Licence
astyle est un logiciel libre délivré sous la version 3 de la Licence publique générale limitée GNU (LGPL).